# Ivanoe Bonomi
Ivanoe Bonomi [iˈvaːnoe boˈnɔːmi] (18 tháng 10 năm 1873 – 20 tháng 4 năm 1951) là chính trị gia người Ý trước và sau Thế chiến thứ hai.
Bonomi sinh ra ở Mantua. Ông được bầu vào Hạ viện Ý năm 1909, đại diện cho Mantua là một thành viên của Đảng Xã hội Ý. Ông là một trong số những người bị trục xuất khỏi đảng vào năm 1912, vì ủng hộ cải cách và kiểm duyệt, cũng như sự ủng hộ của ông đối với cuộc xâm lược Libya của Ý. Bonomi gia nhập Đảng Cải cách Xã hội chủ nghĩa Ý, và ủng hộ sự tham gia của Ý vào Chiến tranh thế giới lần thứ nhất bên cạnh Sáng kiến Ba thành viên.
Bonomi từng là Bộ trưởng Bộ Công trình Công cộng từ năm 1916 đến năm 1917, và là Bộ trưởng Chiến tranh từ năm 1920 đến năm 1921 - giúp đàm phán một hiệp ước với Nam Tư (Hiệp ước Rapallo). Sau đó vào năm 1921 ông trở thành Bộ trưởng Bộ Tài chính. Vài tháng sau, lần đầu tiên ông trở thành Thủ tướng Ý, trong một chính phủ liên minh - nhà xã hội chủ nghĩa đầu tiên giữ chức vụ này. Đầu năm 1922, chính phủ của ông sụp đổ, và ông được Luigi Facta thay thế làm Thủ tướng Chính phủ, giữa cuộc nổi dậy của phe phát xít do Benito Mussolini lãnh đạo. Vào tháng 10 năm 1922, Mussolini giành được quyền lực trong suốt tháng Ba, và Bonomi rút khỏi chính trường.